# Apomys microdon
Apomys microdon е вид бозайник от семейство Мишкови (Muridae). Видът е незастрашен от изчезване.

## Разпространение
Разпространен е във Филипини.